# Helioctamenus espanoli
Helioctamenus espanoli es una especie de coleóptero de la familia Zopheridae.

## Distribución geográfica
Habita en España.